# Als Adam Engelbrecht so richtig wütend wurde
Als Adam Engelbrecht so richtig wütend wurde, auch Ein småländischer Stierkämpfer, oder  Als Kalle den wilden Stier zähmte (schwedisch Småländsk tjurfäktare, auch När Adam Engelbrekt blev tvärarg, oder Kalle – den lille tjurfäktaren) ist eine Geschichte von Astrid Lindgren.

## Handlung
Adam Engelbrecht ist ein Stier. Eigentlich ist er ganz friedlich. Doch eines Tages wird er so richtig wütend. Niemand weiß genau, warum er so wütend ist. Nicht einmal Adam Engelbrecht selbst. Nun jedoch rast er im Stall und im ganzen Hof umher. Die Menschen laufen weg und haben große Angst vor ihm. Nur ein ganz kleiner Junge, namens Kalle, lässt sich von all dem nicht beirren. Ganz sanft redet er Adam Engelbrecht zu. Erst will Adam Engelbrecht gar nicht hören. Doch die zärtliche, liebevolle Stimme des Jungen ist so verlockend und betörend, dass Adam Engelbrecht schließlich gar nicht anders kann als sich von dem Jungen sanft streicheln und kraulen zu lassen. Plötzlich ist Adam Engelbrecht gar nicht mehr wütend, sondern lässt sich ganz einfach von dem Jungen in den Stall zurückführen. Die Leute sind beeindruckt und von nun an erzählen sie sich immer wieder die Geschichte vom „jüngsten Stierkämpfer der Welt“.

## Hintergrund
Astrid Lindgren schrieb die Geschichte Als Adam Engelbrecht so richtig wütend wurde. Sie basiert auf einer Erzählung von ihrem Vater Samuel August Ericsson. Die deutsche Übersetzung schrieb Karl Kurt Peters.
Bevor Regisseurin Johanna Hald die Fernsehserie Lotta drehte, wollte sie Als Adam Engelbrecht so richtig wütend wurde verfilmen. Sie hatte das Drehbuch dazu bereits geschrieben, aber Lindgren befand das Drehbuch nicht für gut genug und lehnte ab. Dafür durfte sie die Filme über Lotta drehen.
Die Geschichte von Adam Engelbrecht wird auch in dem Astrid Lindgren Roman Kerstin und ich erwähnt. Der Sohn von dem Stier Adam Engelbrecht, der den gleichen Namen wie sein Vater trägt, lebt auf Gut Lillhamra, auf dem auch die Zwillinge Barbro und Kerstin leben. Stallknecht Johann berichtet diesen von den Ereignissen aus Als Adam Engelbrecht so richtig wütend wurde.

## Illustration
Marit Törnqvist illustrierte das Buch mit ihren Bildern. Nachdem diese bereits Astrid Lindgrens Buch Als der Bäckhultbauer in die Stadt fuhr (När Bäckhultarn for till stan) illustriert hatte, bat der Verlag sie, Lindgrens Kurzgeschichten zu lesen und zu überlegen, bei welcher sie sich vorstellen könne, diese zu illustrieren. Törnqvists Wahl fiel auf Als Adam Engelbrecht so richtig wütend wurde. Es folgten viele weitere Illustrationen von Lindgrens Geschichten.

## Theaterstück
Als Adam Engelbrecht so richtig wütend wurde wurde auch in Deutschland im Theater aufgeführt. So wurde es im Figurentheater Fadenschein in Braunschweig gezeigt.

## Rezeption
Hilde Umans findet, dass das Buch ein tolles, herzerwärmendes Bilderbuch mit origineller Geschichte und attraktiven, ganzseitigen Zeichnungen sei. Astrid Lindgren beschreibe entwaffnend und schön, wie Kalle den Stier beruhigen könne. Auch die Art wie sie über den Stier und seine schlechte Stimmung schreibe, sei bewundernswert.
Annette Y. Goldsmith, Theo Heras und Susan Corapi loben die meisterhaften Illustrationen von Marit Törnqvist. Auch Kirkus Review findet, dass Marit Törnwvists Illustrationen, die charmante Geschichte wunderbar ergänzen würden. So würden sie einen altmodischen Bauernhof, die Bauernfamilie und Nachbarn zeigen. Das Buch sei für Kinder von vier bis sieben Jahren zu empfehlen.
Tanya Boudreau meint, dass die  Erzählung daran erinnere, auf die Gefühle anderer zu achten. Oft seien Wärme und Freundlichkeit der beste Weg, um Probleme zu lösen. Astrid Lindgrens Geschichte würde niemals veraltet aussehen oder sich so anhören. Auch Valerie Coghlan findet, dass das Buch hervorragend und zeitlos sei.